# 新四军江南指挥部旧址 (溧阳)
溧阳新四军江南指挥部旧址位于江苏省常州市溧阳市竹箦镇水西村（原属前马镇），原为村内李氏宗祠，1939年11月7日，统一领导茅山和苏南地区抗日活动的新四军江南指挥部在此成立，陈毅任指挥，粟裕任副指挥。 